# Nils Arztmann
Nils Arztmann (* 24. Oktober 1999 in Wien) ist ein österreichischer Schauspieler.

## Leben

### Ausbildung und Theater
Nils Arztmann stand 2014 am Wiener Volkstheater in Die Physiker als Adolf Friedrich auf der Bühne, von 2016 bis 2018 sammelte er mit der Jugendtheatergruppe gutgebrüllt Schauspielerfahrungen. Unter der Regie von Maria Köstlinger spielte er in Floh im Ohr Camille Chandebise, in Geschichten aus dem Wiener Wald den Alfred und in Liliom die Titelrolle. Am Schauspielhaus Wien wirkte er 2017 in Die Zukunft reicht uns nicht (klagt, Kinder, klagt) von Thomas Köck mit.
Nach der Matura 2017 absolvierte er den Zivildienst auf einer Alzheimer-Station. Ab 2018 studierte er am Max Reinhardt Seminar in Wien Schauspiel, das Studium schloss er 2022 ab. Rollenunterricht erhielt er bei Maria Happel, Regina Fritsch, Roland Koch und Gerti Drassl. Während des Studiums war er 2020 am Landestheater Niederösterreich in Das Städtchen Drumherum zu sehen.
Im Juli 2022 spielte er bei den Festspielen Reichenau unter der Regie von Torsten Fischer mit Sandra Cervik und Paula Nocker in Tschechows Die Möwe die Rolle des Kostja. Im Oktober 2022 feierte er am Salzburger Landestheater in Die Entstehung des Lichts als Charles Darwin Premiere. Am Theater in der Josefstadt stand er im September 2023 in Der zerbrochne Krug als Ruprecht Tümpel auf der Bühne. Im März 2025 spielte er an der Josefstadt in der österreichischen Erstaufführung von Das Vermächtnis von Matthew López, frei nach dem Roman Howards End von E. M. Forster, unter der Regie von Elmar Goerden eine Doppelrolle als Adam und Leo.

### Film und Fernsehen
Im Fernsehen war Arztmann 2019 in der ORF-Stadtkomödie Der Fall der Gerti B. von Sascha Bigler sowie 2024 in der Serie Die Fälle der Gerti B. zu sehen. Episodenrollen hatte er unter anderem in den Serien SOKO Kitzbühel, SOKO Donau und SOKO Linz.
Im ORF-Landkrimi Flammenmädchen (2021) von Regisseurin Catalina Molina mit Manuel Rubey und Stefanie Reinsperger verkörperte er den Betreiber einer Motorrad-Werkstätte Theo Jagner. In der Folge Verschwörung der Krimireihe Tatort war er ebenfalls 2021 als Clemens zu sehen. Im Fernsehfilm Rendezvous mit dem Tod (2022) der Reihe Vienna Blood von Robert Dornhelm übernahm er die Rolle des Valentin. Für die Filmbiografie Bruno – Der junge Kreisky von Regisseur Harald Sicheritz stand er 2025 in der Titelrolle des SPÖ-Bundeskanzlers Bruno Kreisky vor der Kamera.

## Filmografie (Auswahl)
- 2019: Stadtkomödie – Der Fall der Gerti B. (Fernsehreihe)
- 2020: SOKO Kitzbühel – Verlassen (Fernsehserie)
- 2020: Cortex (Kinofilm)
- 2021: SOKO Donau – Böser Geist (Fernsehserie)
- 2021: Tatort – Verschwörung (Fernsehreihe)
- 2021: Landkrimi – Flammenmädchen (Fernsehreihe)
- 2022: SOKO Linz – Grenzverschiebung (Fernsehserie)
- 2022: Corsage (Kinofilm)
- 2022: Vienna Blood – Rendezvous mit dem Tod (Fernsehreihe)
- 2024: Die Fälle der Gerti B. (Fernsehserie)
- 2024: Schnell ermittelt – Angelika Zulehner (Fernsehserie)

## Hörspiele (Auswahl)
- 2021: Dominik Barta: Vom Land (Daniel) – Bearbeitung, Technische Realisierung, Schnitt und Regie: Elisabeth Maria Weilenmann (Hörspielbearbeitung – ORF)